# Список эпизодов телесериала «ФБР: Самые разыскиваемые»
Список эпизодов телесериала «ФБР: Самые разыскиваемые», премьера которого состоялась на американском канале CBS 7 января 2020 года.

## Обзор сезонов
| Сезон | Сезон | Эпизоды | Дата показа      | Дата показа | Рейтинг Нильсона | Рейтинг Нильсона       |
| Сезон | Сезон | Эпизоды | Премьера         | Финал       | Ранк             | Зрители США (миллионы) |
| ----- | ----- | ------- | ---------------- | ----------- | ---------------- | ---------------------- |
|       | 1     | 14      | 7 января 2020    | 5 мая 2020  | 18               | 10,20                  |
|       | 2     | 15      | 17 ноября 2020   | 25 мая 2021 | 16               | 8.89                   |
|       | 3     | 22      | 21 сентября 2021 | 24 мая 2022 | 12               | 8.75                   |
|       | 4     | 22      | 20 сентября 2022 | 23 мая 2023 | 14               | 8.02                   |
|       | 5     | 13      | 13 февраля 2024  | 21 мая 2024 | 17               | 7.28                   |
|       | 6     | TBA     | 15 октября 2024  | 2025        | TBA              | TBA                    |

## Эпизоды

### Сезон 1 (2020)
| № общий | № в сезоне | Название                                  | Режиссёр         | Автор сценария                      | Дата премьеры   | Произв. код | Зрители в США (млн) |
| --- | ---------- | ----------------------------------------- | ---------------- | ----------------------------------- | --------------- | ----------- | ------------------- |
| 1 | 1          | «Дурманит» «Dopesick»                     | Фред Бернер      | Рене Балсер                         | 7 января 2020   | 101         | 7.19                |
| Оперативная группа по розыску беглецов ФБР выслеживает врача в бегах после телефонного звонка, записывающего, как он убивает свою жену. |            |                                           |                  |                                     |                 |             |                     |
| 2 | 2          | «Защитник» «Defender»                     | Николь Рубио     | Ричард Сверен                       | 14 января 2020  | 102         | 6.51                |
| Мать-одиночка впадает в смертельную ярость в офисе государственного защитника, беря правосудие в свои руки после того, как ее сын получает суровый приговор. |            |                                           |                  |                                     |                 |             |                     |
| 3 | 3          | «Машинка для стрижки волос» «Hairtrigger» | Джим МакКэй      | Джером Хэйрстон & Джина Джионфриддо | 21 января 2020  | 103         | 6.59                |
| 4 | 4          | «Цезарь» «Caesar»                         | Фред Бернер      | Кэти МакКормик                      | 28 января 2020  | 104         | 6.11                |
| 5 | 5          | «Невидимый» «Invisible»                   | Элоди Кин        | Дуэйн Уоррелл                       | 11 февраля 2020 | 105         | 6.11                |
| 6 | 6          | «Пророк» «Prophet»                        | Жан Де Сегонзак  | Ричард Сверен                       | 18 февраля 2020 | 106         | 6.29                |
| 7 | 7          | «Привидение» «Ghosts»                     | Роуз Троше       | Джером Хэйрстон & Джина Джионфриддо | 10 марта 2020   | 107         | 5.99                |
| 8 | 8          | «Хищник» «Predators»                      | Фред Бернер      | Элизабет Райнхарт                   | 17 марта 2020   | 108         | 6.44                |
| 9 | 9          | «Подъем» «Reveille»                       | Фред Бернер      | Райан Кози                          | 24 марта 2020   | 109         | 9.49                |
| 10 | 10         | «Тутовый шелкопряд» «Silkworm»            | Кен Джиротти     | Дуэйн Уоррелл                       | 31 марта 2020   | 110         | 8.10                |
| 11 | 11         | «Окованный железом» «Ironbound»           | Алекс Чаппл      | Элизабет Райнхарт                   | 14 апреля 2020  | 111         | 8.95                |
| 12 | 12         | «Скачи или умри» «Ride or Die»            | Джон Дэвид Коулз | Джером Хэйрстон & Джина Джионфриддо | 14 апреля 2020  | 112         | 7.16                |
| После того, как студентка-манипулятор совершает убийство в порыве ревности, команда мчится, чтобы поймать ее до того, как она сбежит через границу. Кроме того, Джесс учит Тали, как противостоять хулиганам. |            |                                           |                  |                                     |                 |             |                     |
| 13 | 13         | «Недовольство» «Grudge»                   | Лесли Либман     | Кэти МакКормик                      | 28 апреля 2020  | 113         | 6.96                |
| 14 | 14         | «Бегство» «Getaway»                       | Кен Джиротти     | Джером Хэйрстон & Джина Джионфриддо | 5 мая 2020      | 114         | 6.62                |
| Когда отец и сын, ограбившие банк, сбегают из тюремного фургона по пути в суд и продолжают с того места, на котором остановились, команда должна выследить их, прежде чем они украдут достаточно денег, чтобы сбежать из страны. Кроме того, Джесс опирается на свою личную историю, чтобы описать динамику отношений отца и сына в дуэте. |            |                                           |                  |                                     |                 |             |                     |

### Сезон 2 (2020 - 2021)
| № общий | № в сезоне | Название                  | Режиссёр        | Автор сценария    | Дата премьеры  | Произв. код | Зрители в США (млн) |
| --- | ---------- | ------------------------- | --------------- | ----------------- | -------------- | ----------- | ------------------- |
| 15 | 1          | «Буйство» «Rampage»       | Джим Маккей     | Ричард Сверен     | 17 ноября 2020 | MW202       | 5.38                |
| Поскольку COVID опустошает страну, двое боевиков вымещают свое отчаяние и ярость на элитном классе, который, по их мнению, угнетает их, в то время как команда пытается выследить и остановить их. Кроме того, отец Джесса возвращается в жизнь своего сына, и, хотя он привел с собой новую девушку, возможно, он еще не расстался со своими старыми привычками. |            |                           |                 |                   |                |             |                     |
| 16 | 2          | «Казнить» «Execute»       | Джим Маккей     | Элизабет Райнхарт | 24 ноября 2020 | MW201       | 5.69                |
| 17 | 3          | «Деконфликт» «Deconflict» | Элоди Кин       | Венди Уэст        | 8 декабря 2020 | MW203       | 4.92                |
| 18 | 4          | «Анонимный» «Anonymous»   | Деран Сарафян   | Spindrift Beck    | 19 января 2021 | MW204       | 5.81                |
| 19 | 5          | «Линия» «The Line»        | Жан Де Сегонзак | Дуэйн Уоррелл     | 26 января 2021 | MW205       | 6.23                |
| После того, как группа боевиков-изгоев открывает огонь по нескольким подросткам, пересекающим канадскую границу с США, команда мчится на поиски главаря и его конечной цели. Кроме того, отношения Джесса с его отцом, Байроном, достигают критической точки |            |                           |                 |                   |                |             |                     |
| 20 | 6          | «Dysfunction»             | Неизвестно      | Неизвестно        | 9 февраля 2021 | MW206       | 5.64                |
| 21 | 7          | «Winner»                  | Неизвестно      | Неизвестно        | 2 марта 2021   | MW207       | 5.73                |
| 22 | 8          | «Vanished»                | Неизвестно      | Неизвестно        | 9 марта 2021   | MW208       | 6.14                |
| 23 | 9          | «One-Zero»                | Неизвестно      | Неизвестно        | 16 марта 2021  | MW209       | 6.26                |
| 24 | 10         | «Spiderwebs»              | Неизвестно      | Неизвестно        | 6 апреля 2021  | MW210       | 6.44                |
| 25 | 11         | «Obstruction»             | Неизвестно      | Неизвестно        | 27 апреля 2021 | MW211       | 5.62                |
| 26 | 12         | «Criminal Justice»        | Неизвестно      | Неизвестно        | 4 мая 2021     | MW212       | 5.49                |
| 27 | 13         | «Toxic»                   | Неизвестно      | Неизвестно        | 11 мая 2021    | MW213       | 5.79                |
| 28 | 14         | «Hustler»                 | Неизвестно      | Неизвестно        | 18 мая 2021    | MW214       | 5.48                |
| 29 | 15         | «Chattaboogie»            | Неизвестно      | Неизвестно        | 25 мая 2021    | MW215       | 5.79                |

### Сезон 3 (2021 - 2022)
| № общий | № в сезоне | Название                      | Режиссёр   | Автор сценария | Дата премьеры    | Произв. код | Зрители в США (млн) |
| --- | ---------- | ----------------------------- | ---------- | -------------- | ---------------- | ----------- | ------------------- |
| 30 | 1          | «Разоблачение» «Exposed»      | Неизвестно | Неизвестно     | 21 сентября 2021 | MW301       | 7.12                |
| 31 | 2          | «Патриот» «Patriots»          | Неизвестно | Неизвестно     | 28 сентября 2021 | MW302       | 5.59                |
| Новый член Оперативной группы по розыску беглецов Кристин Гейнс присоединяется к Джесс и команде, когда они отправляются в округ Колумбия, чтобы найти беглеца от "бунта" в Капитолии 6 января. |            |                               |            |                |                  |             |                     |
| 32 | 3          | «Жесткая любовь» «Tough Love» | Неизвестно | Неизвестно     | 5 октября 2021   | MW303       | 5.65                |
| 33 | 4          | «Унаследованный» «Inherited»  | Неизвестно | Неизвестно     | 12 октября 2021  | MW304       | 5.61                |
| 34 | 5          | «Unhinged»                    | Неизвестно | Неизвестно     | 2 ноября 2021    | MW305       | 4.97                |
| 35 | 6          | «Lovesick»                    | Неизвестно | Неизвестно     | 9 ноября 2021    | MW306       | 4.88                |
| 36 | 7          | «Gladiator»                   | Неизвестно | Неизвестно     | 16 ноября 2021   | MW307       | 5.64                |
| 37 | 8          | «Sport of Kings»              | Неизвестно | Неизвестно     | 7 декабря 2021   | MW308       | 5.45                |
| 38 | 9          | «Run-Hide-Fight»              | Неизвестно | Неизвестно     | 14 декабря 2021  | MW309       | 6.86                |
| 39 | 10         | «Incendiary»                  | Неизвестно | Неизвестно     | 4 января 2022    | MW310       | 5.43                |
| 40 | 11         | «Hunter»                      | Неизвестно | Неизвестно     | 11 января 2022   | MW311       | 5.56                |
| 41 | 12         | «El Píncho»                   | Неизвестно | Неизвестно     | 1 февраля 2022   | MW312       | 5.91                |
| 42 | 13         | «Overlooked»                  | Неизвестно | Неизвестно     | 22 февраля 2022  | MW313       | 5.70                |
| 43 | 14         | «Shattered»                   | Неизвестно | Неизвестно     | 8 марта 2022     | MW314       | 5.55                |
| 44 | 15         | «Incel»                       | Неизвестно | Неизвестно     | 22 марта 2022    | MW315       | 5.79                |
| 45 | 16         | «Decriminalized»              | Неизвестно | Неизвестно     | 29 марта 2022    | MW316       | 5.84                |
| 46 | 17         | «Covenant»                    | Неизвестно | Неизвестно     | 12 апреля 2022   | MW317       | 5.43                |
| 47 | 18         | «Reaper»                      | Неизвестно | Неизвестно     | 19 апреля 2022   | MW318       | 5.25                |
| 48 | 19         | «Whack Job»                   | Неизвестно | Неизвестно     | 26 апреля 2022   | MW319       | 5.44                |
| 49 | 20         | «Greatest Hits»               | Неизвестно | Неизвестно     | 10 мая 2022      | MW320       | 5.28                |
| 50 | 21         | «Inheritance»                 | Неизвестно | Неизвестно     | 17 мая 2022      | MW321       | 5.46                |
| 51 | 22         | «A Man Without a Country»     | Неизвестно | Неизвестно     | 24 мая 2022      | MW322       | 4.77                |

### Сезон 4 (2022 - 2023)
| № общий | № в сезоне | Название                               | Режиссёр        | Автор сценария   | Дата премьеры    | Произв. код | Зрители в США (млн) |
| ------- | ---------- | -------------------------------------- | --------------- | ---------------- | ---------------- | ----------- | ------------------- |
| 52      | 1          | «Железный трубопровод» «Iron Pipeline» | Питер Стеббингс | Ричард Сверен    | 20 сентября 2022 | MW401       | 5.27                |
| 53      | 2          | «Налоговый инспектор» «Taxman»         | Кен Джиротти    | Дэвид Хаджинс    | 27 сентября 2022 | MW402       | 5.40                |
| 54      | 3          | «Наследники» «Succession»              | Тесс Мэлоун     | Венди Уэст       | 4 октября 2022   | MW403       | 5.28                |
| 55      | 4          | «Золотоискатели» «Gold Diggers»        | Дон МакКатчен   | Стефани Сенгупта | 11 октября 2022  | MW404       | 5.41                |
| 56      | 5          | «Цепь» «Chains»                        | Неизвестно      | Неизвестно       | 18 октября 2022  | MW405       | 5.29                |
| 57      | 6          | «Патент заявлен» «Patent Pending»      | Неизвестно      | Неизвестно       | 15 ноября 2022   | MW406       | 4.74                |
| 58      | 7          | «Карма» «Karma»                        | Неизвестно      | Неизвестно       | 22 ноября 2022   | MW407       | 5.11                |

### Сезон 5 (2024)
| № общий | № в сезоне | Название                                   | Режиссёр     | Автор сценария                    | Дата премьеры   | Произв. код | Зрители в США (млн) |
| ------- | ---------- | ------------------------------------------ | ------------ | --------------------------------- | --------------- | ----------- | ------------------- |
| 74      | 1          | «Выше и за его пределами» «Above & Beyond» | Кен Джиротти | Элизабет Райнхарт & Дэвид Хаджинс | 13 февраля 2024 | MW501       | 5.36                |
| 75      | 2          | «Шаги» «Footsteps»                         | Милена Гович | Ричард Сверен                     | 20 февраля 2024 | MW502       | 4.93                |
| 76      | 3          | «Ghost in The Machine»                     | Неизвестно   | Неизвестно                        | 27 февраля 2024 | MW503       | 4.67                |

### Сезон 6 (2024 - 2025)
| № общий | № в сезоне | Название                                | Режиссёр     | Автор сценария | Дата премьеры   | Произв. код | Зрители в США (млн) |
| --- | ---------- | --------------------------------------- | ------------ | -------------- | --------------- | ----------- | ------------------- |
| 87 | 1          | «Любитель аквариума» «Aquarium Drinker» | Кен Джиротти | Дэвид Хаджинс  | 15 октября 2024 | MW601       | 4.21                |
| Когда жестоко убивают детектива, оперативная группа по розыску беглецов расследует череду ужасных убийств. Тем временем отношения Реми и Эбби становятся крепче. |            |                                         |              |                |                 |             |                     |